# هایا هاراریت
هایا هاراریت (به انگلیسی: Haya Harareet) (زاده ۲۰ سپتامبر ۱۹۳۱) (مرگ ۳ فوریه ۲۰۲۱) بازیگر اسرائیلی بود که به خاطر ایفای نقش استر در مقابل چارلتون هستون در فیلم بن هور شناخته می‌شود.

## زندگی‌نامه
هایا هاراریت در شهر حیفا در کشور اسرائیل زاده شد و کارش را در سینمای اسرائیل با فیلم تپه شماره ۲۴ پاسخ نمی‌دهد محصول ۱۹۵۵ آغاز کرد. ایفای نقش بیادماندنی اش بنام استر در فیلم بن هور (۱۹۵۹) پربیننده‌ترین بازیش در سینماهای جهان را از او به یادگار گذاشت.
رفعت هاشم‌پور دوبلور صاحب نام ایرانی در فیلم بن هور به جای او صحبت کرده‌است.
سپس در فیلم پادشاهی از دست رفته (۱۹۶۱) اثر ادگار جی. اولمر و در مقابل ژان لویی ترنتینیان به ایفای نقش پرداخت. در همین سال او در مقابل استیوارت گرانجر در فیلم شریک مخفی جلوی دوربین رفت و نقش دکتر مادولین بروکنر در فیلم انترن‌ها (۱۹۶۲) را بازی کرد. دوره حرفه‌ای او بسیار کوتاه بود و در سال ۱۹۶۴ پایان یافت.
هاراریت همچنین مشترکاً فیلمنامه خانه مادری ما (۱۹۶۷) که از داستانی به همین نام اثر جولین گلوگ اقتباس شده بود را نوشت.
او با کارگردان انگلیسی سینما جک کلایتون ازدواج کرد و تا زمان مرگ این کارگردان به او وفادار ماند. هاراریت اکنون در باکینگهامشایر کشور انگلستان زندگی می‌کند.
هایا هاراریت روز ۳ فوریه ۲۰۲۱ در ۸۹ سالگی در خانه اش در انگلستان به دلایل طبیعی درگذشت.در زمان مرگ او، او آخرین بازمانده از بازیگران فیلم بن هور بود . 